# Carl Alexander Wilhelm Åberg
Carl Alexander Wilhelm Åberg, född 17 oktober 1834 i Helsingfors, död där 15 oktober 1884, var en finländsk arkitekt.
Åberg, som var son till postexpeditör Wilhelm Åberg och Gustava Wilhelmina Grönberg, var elev vid Helsingfors lägre och högre elementarskola 1844–1850, dimitterades privat och inskrevs vid Helsingfors universitet 1852.  Han blev elev vid Intendentkontoret 1855, var tillförordnad länskonduktör (assistent till länsarkitekten) i Nylands län 1858–1859, blev tillförordnad kamrer vid Överstyrelsen för allmänna byggnaderna 1865 och var ordinarie innehavare av denna befattning 1875–1882.